# District de Luancheng
Le district de Luancheng 栾城区, luánchéng qū, autrefois, xian de Luancheng (栾城县, luánchéng xiàn) est un district administratif de la province du Hebei en Chine. Il est placé sous la juridiction de la ville-préfecture de Shijiazhuang.

## Démographie
La population du district était de 572 096 habitants en 1999.